# Кјанке (Таранто)
Кјанке (итал. Chianche) је насеље у Италији у округу Таранто, региону Апулија.
Према процени из 2011. у насељу је живело 18 становника. Насеље се налази на надморској висини од 128 м.